# Partit Comunista del Nepal (Unitat)
El Partit Comunista del Nepal (Unitat) o Communist Party of Nepal (United) fou un partit polític comunista del Nepal.
Es va formar el 1991 per la fusió del Partit Comunista del Nepal (Democràtic) abans Partit Comunista del Nepal (Manandhar), el Partit Comunista del Nepal (Burma) i el Partit Comunista del Nepal (Amatya).
La unió es va trencar el 1992 i el Partit Comunista del Nepal (Democràtic) va agafar el nom.
El seu secretari general fou Bishnu Bahadur Manandhar i el segon secretari Ganesh Shah.
La branca juvenil es va dir Nepal National Youth Federation i la sindical Nepal Trade Union Federation.
El 2005 el partit es va unir al Partit Comunista del Nepal (Marxista) i va formar el Partit Comunista del Nepal (Unitat Marxista)